# وو کلیکو
وُوْ کلیکو (فرانسوی: Veuve Clicquot‎) شرکت نوشیدنی فرانسوی است، که در سال ۱۷۷۲ تأسیس شد.